# Discocactus placentiformis

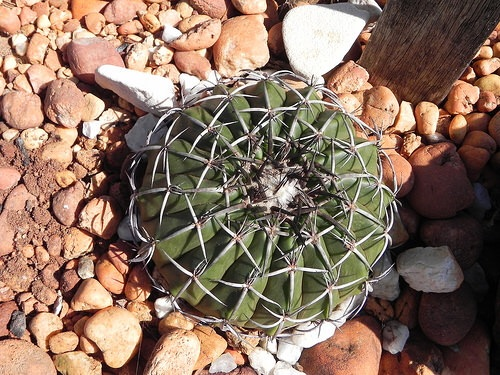
Discocactus placentiformis Diamantina

Discocactus placentiformis ist eine Pflanzenart aus der Gattung Discocactus in der Familie der Kakteengewächse (Cactaceae). Das Artepitheton placentiformis leitet sich von den lateinischen Worten placenta für ‚Kuchen‘ sowie -formis für ‚-geformt‘ ab und verweist auf die abgeflacht kugelförmigen Triebe der Art.

## Beschreibung
Discocactus placentiformis wächst einzeln mit dunkelgrüne, abgeflacht kugelförmigen Körpern, die Wuchshöhen von 3 bis 3,5 Zentimetern und Durchmesser von 12 bis 14 Zentimetern erreichen. Es sind 12 bis 15 Rippen vorhanden, die bis zu 1,5 Zentimeter hoch sind und bei denen die Höcker noch etwas erkennbar sind. Zwischen den Höckern befinden sich tiefe Furchen. Die krallenförmigen, abwärts gebogen, häufig gefurchten, schwarzen bis rötlich schwarzen Dornen vergrauen im Alter. Der einzelne abstehende Mitteldorn, der auch fehlen kann, ist 1,5 bis  2 Zentimeter lang. Von den 3 bis 5 Randdornen sind die unteren bis zu 2,5 Zentimeter und die seitlichen 1,3 bis 2 Zentimeter lang. Das aus grauer oder weißer Wolle und schwarzen, 1,5 bis 2,5 Zentimeter langen Borsten gebildete Cephalium wird 2,5 bis 3,5 Zentimeter hoch und erreicht einen Durchmesser von 4 bis 6 Zentimetern.
Die schlank trichterförmigen Blüten sind bis zu 7,5 Zentimeter lang. Die keulenförmigen, weißen Früchte werden bei Durchmessern von 8 Millimetern bis zu 30 Millimeter lang.

## Verbreitung, Systematik und Gefährdung
Discocactus placentiformis ist im brasilianischen Bundesstaat Minas Gerais in Höhenlagen von 550 bis 1275 Metern verbreitet.
Die Erstbeschreibung als Cactus placentiformis  erfolgte 1826 durch Johann Georg Christian Lehmann. Karl Moritz Schumann stellte die Art 1894 in die Gattung Discocactus. Weitere nomenklatorische Synonyme sind Melocactus placentiformis (Lehm.) DC. (1828) und Echinocactus placentiformis (Lehm.) K.Schum. (1890).
Discocactus placentiformis wird in Anhang I des Washingtoner Artenschutz-Übereinkommen geführt. In der Roten Liste gefährdeter Arten der IUCN von 2002 wurde sie als „Vulnerable (VU)“, d. h. gefährdet eingestuft. Nach der Überarbeitung der Liste 2013 wird die Art als „Least Concern (LC)“, d. h. als nicht gefährdet geführt.

## Nachweise